# منطقه سپری
سپری، که به‌طور دیگری سپیر (به ارمنی: Սպեր)(به گرجی: სპერი)، یک منطقه تاریخی است که اکنون بخشی از منطقه آناتولی شرقی ترکیه است. این منطقه در بالادست دره رودخانه چوروه قرار داشت و احتمالاً مرکز آن شهر اسپیر بوده است.

## مبدأ
سپری بخشی از اتحادیه باستانی هایاسا-آزی در سرزمین‌های فلات ارمنستان بود که در هزاره دوم قبل از میلاد قرار داشت.
نام سپری به نظر برخی از سپسیرها گرفته شده است. طبق رایج‌ترین نظریه، آن‌ها یک قبیله مردم‌های کارتولی بودند. با این حال، منشأ آن‌ها به مردم سکاها نیز نسبت داده شده است.

## تاریخ

### دوران باستان

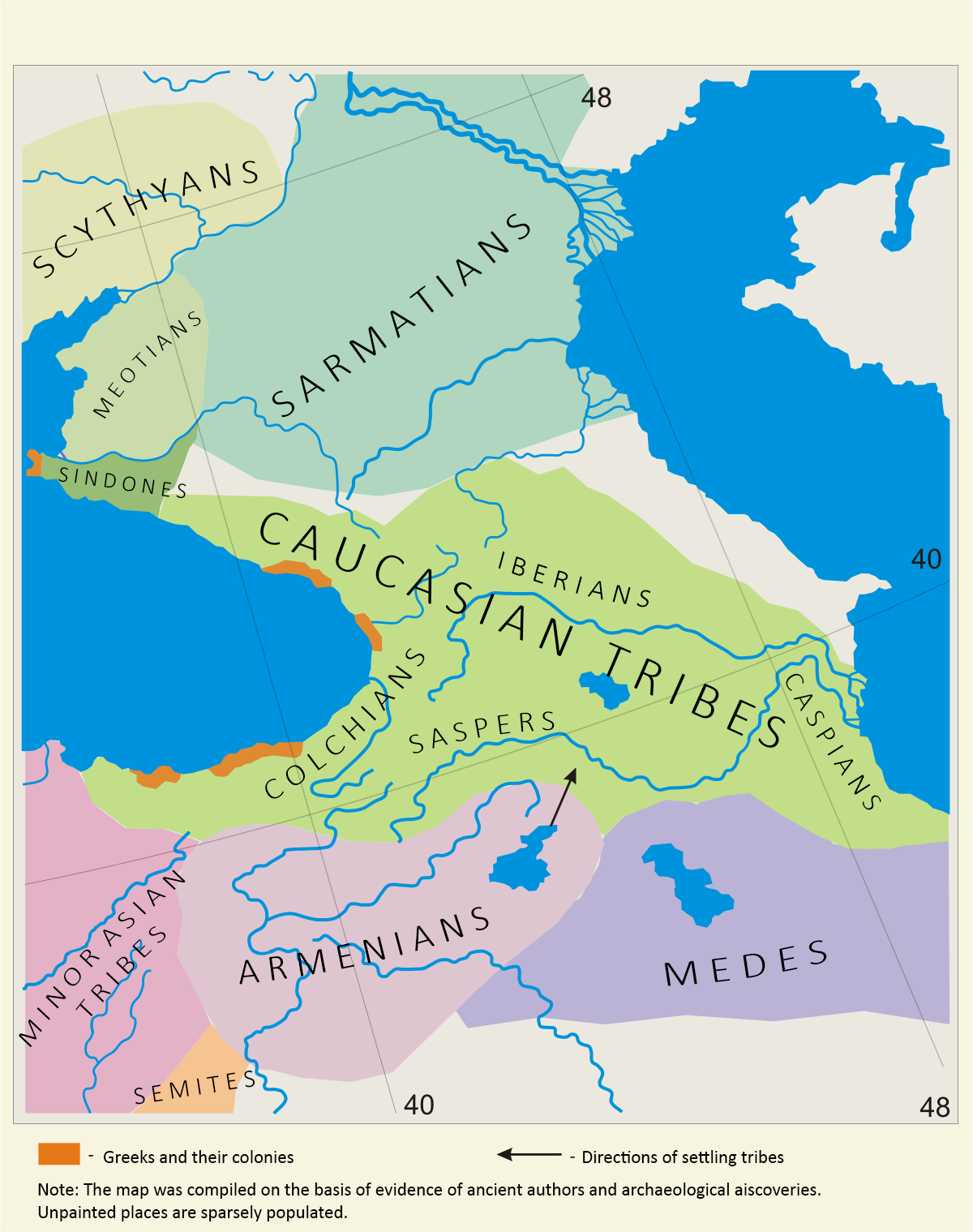
نقشه قومی قفقاز در قرن‌های ۴ و ۵ قبل از میلاد. در این دوران سپسیرها در منطقه بین رودهای چوروه، کورا، آرس و فرات سکونت داشتند.

در هزاره دوم قبل از میلاد در سرزمین سپری، اتحادیه باستانی هایاسا-آزی که ارمنی‌ها بودند، قرار داشت.
بیرون از سرزمین پارس‌ها، در شمال، مادی‌ها هستند؛ و در کنار آن‌ها، سپس‌پیرها [Σάσπειρες] قرار دارند. و در مجاورت این‌ها، جایی که رود فاسیس به دریا ریخته می‌شود، کُلخ‌ها هستند.— هرودوت
در دوران اواخر باستان، سپری بخشی از ارمنستان بود و احتمالاً همان سیسپیریتیس ذکرشده در آثار نویسندگان کلاسیک است. سیسپیریتیس در جغرافیای استرابو ذکر شده است: یکی از دو منطقه‌ای که (دیگری آسیلینه) توسط پیروان آرمنوس از آرمنیوم، بنیان‌گذار نامی ارمنیان، سکونت داشتند. استرابو همچنین معادن طلا در هایسپیراپیس را ذکر کرده است.

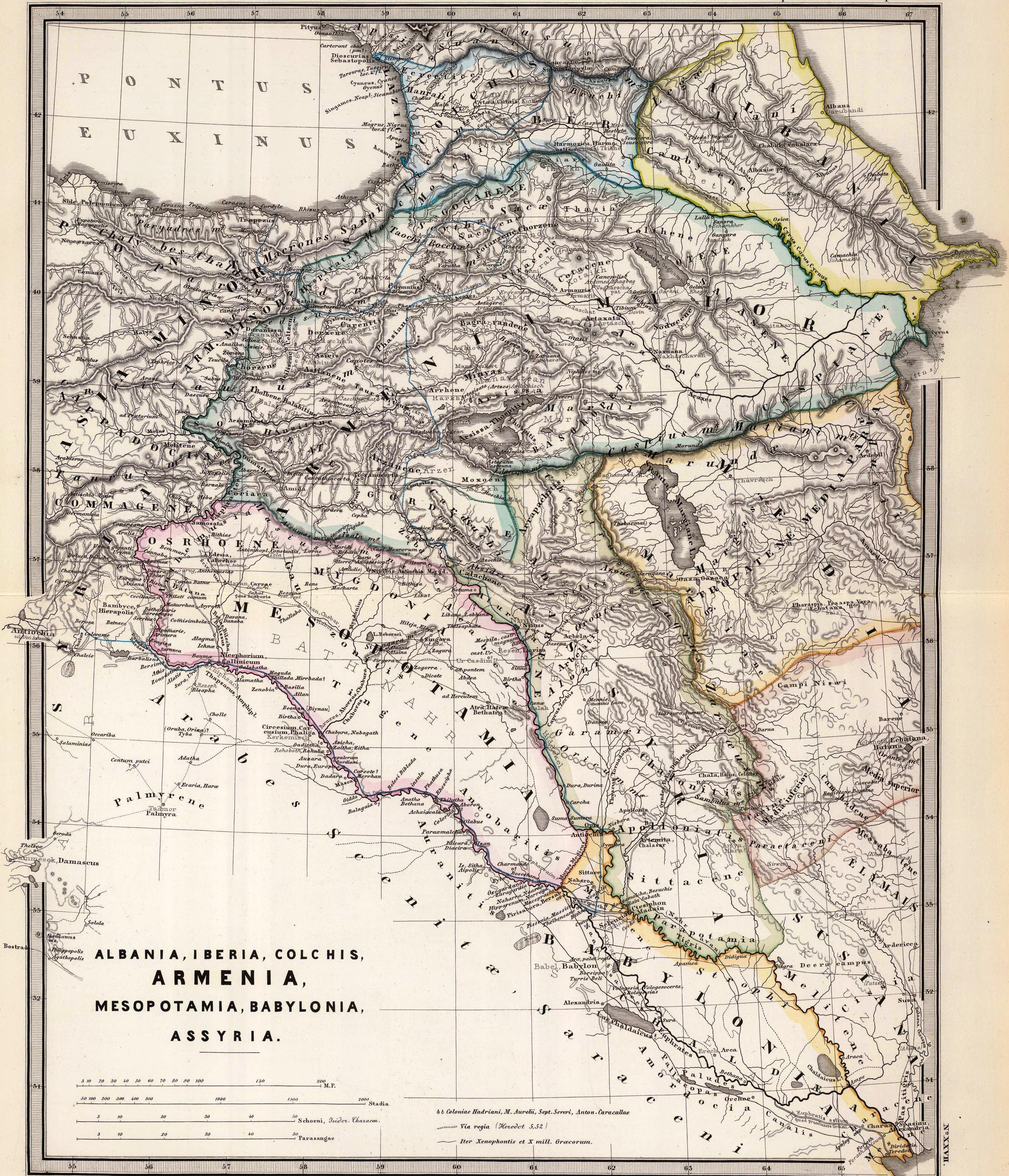

پس از تقسیم ارمنستان در دهه ۳۸۰ میلادی به کشورهای تحت‌الحمایه روم و ساسانیان، سپری یکی از نه ناحیه‌ای بود که قلمرو پادشاهی ارمنی آرشاک سوم را تشکیل می‌داد. در آن دوران، سپری یک شاهزاده‌نشین بود و قلمرو اجدادی خاندان باگراتیان بود. پایتخت آن‌ها قلعه سِمباتوان یا سمباتابرد بود که احتمالاً در بایبورد یا اسپیر واقع شده بود. در بخش شمالی این شاهزاده‌نشین، منطقه‌ای وجود داشت که توسط مردم غیر ارمنی به نام کالیب‌ها سکونت داشتند و نام آن در نام جایگزین ارمنی برای دره سپری به نام خاگتو درز (دره چالدیان) حفظ شده است. پس از مرگ آرشاک، در سال ۳۹۰، پادشاهی او توسط روم ضمیمه شد و به یک استان روم به نام ارمنستان داخلی تبدیل شد.
در دوران ژوستیان، این استان به ارمنستان بزرگ (Armenia Magna) ملحق شد. در جغرافیای آنانیا شیراکاتسی، یک متن قرن هفتم، سپری به عنوان بخشی از باردر هایک فهرست شده است. هیوسن گمان می‌کند که باردر هایک ممکن است صرفاً ترجمه نام بیزانسی برای استان باشد. مرز بین ارمنستان تحت حکومت بیزانس و ارمنستان تحت حکومت ساسانیان در دره چوروخ در جایی بین اسپیر و یوسف‌علی عبور می‌کرد.
سپری یک قلمرو باگراتی در قرن چهارم تا ششم میلادی بود اما در برخی زمان‌ها کنترل مستقیم بایبورد را از دست داد و این منطقه به امپراتوری بیزانس تعلق گرفت، احتمالاً پس از سال ۳۸۷ این واقعه رخ داده است. بایبورد توسط بیزانسی‌ها در دوران ژوستیان بازسازی شد و در نهایت به خالدیا پیوست.

### دوران قرون وسطی
در سال ۱۲۰۳، رکن‌الدین سلیمان دوم از سلطنت روم تصمیم به تصرف سواحل جنوبی دریای سیاه و حکمرانی بر آناتولی (آسیای کوچک) گرفت. او با ۴۰۰٬۰۰۰ جنگجوی مسلمان از امارات و سلطنت‌های ارزنکا، ابولیستان، ارزروم و شام (سوریه) به پادشاهی گرجستان حمله کرد و کنترل چندین استان جنوبی گرجستان از جمله سپری را به دست گرفت. در همان سال، با پیروزی در نبرد باسینی، گرجستان موفق شد ترکان را اخراج کرده و منطقه سپری را دوباره آزاد کند.
| « | طی سی و یک سال، تامار با حکمت سلیمان و شجاعت و دقت اسکندر، پادشاهی خود را در دستانش استوار نگه داشت، که از دریای سیاه تا دریای گرگان، از سپری تا داروبند و تمام اراضی این طرف کوه‌های قفقاز، همچنین خزران و سکیت‌ها در آن سوی قفقاز را در بر می‌گرفت. او وارث وعده‌هایی شد که در نه خوشبختی آمده بود. | » |

در قرن ۱۵ میلادی، سپری تحت کنترل آق‌قویونلو بود. در سال ۱۵۰۲، پس از شکست و فروپاشی این کنفدراسیون، این سرزمین‌ها به دست صفوی افتادند با این حال، حکومت محلی آق‌قویونلو در سپری تا زمانی که با استفاده از انحلال دولت آق‌قویونلو پس از مرگ یعقوب، سپری به دست مزچابوک، اتابگ سامتسخه-ساتاباگو افتاد، ادامه یافت. نام دستیار مزچابوک که در تمام یا بخشی از این دوره در اسپیر مسئول بود، به لطف یک کلوفون که در سال ۱۵۱۲ به یک نسخه خطی ارمنی افزوده شد و از امارت بر سپری از بارون کیتِوان، از قوم گرجی یاد می‌کند، شناخته شده است. مزچابوک سیاستی از مسامحه با امپراتوری عثمانی در پیش گرفت و قلعه اسپیر را در اکتبر ۱۵۱۴ به سلطان سلیم تسلیم کرد. امپراتوری عثمانی تا سال ۱۵۱۵ احتمالاً تمام سپری را از دست مزچابوک گرفت.

### تاریخ مدرن اولیه
در سال ۱۵۲۰، سپری به یک کاظا در داخل امپراتوری عثمانی تبدیل شد؛ در سال ۱۵۳۶، سپری به یک سانجاک تبدیل شد. در اوایل قرن شانزدهم، دره اسپیر هنوز تقریباً کاملاً ارمنی‌مسیحی بود: سرشماری عثمانی هیچ مسلمانی را ثبت نکرده بود. مسلمانان در قرون بعدی افزایش یافتند و در نهایت به اکثریت تبدیل شدند.
در سال ۱۵۴۸، در طول جنگ عثمانی-صفوی (۱۵۳۲–۱۵۵۵), شهرهای اسپیر و بایبورد توسط شاه صفوی طهماسب اول تصرف و ویران شدند.
در دوران جنگ جهانی اول، در سال ۱۹۱۶، منطقه توسط نیروهای روسی تصرف شد و در سال ۱۹۱۸ توسط جمهوری تازه تأسیس جمهوری ترکیه دوباره تصرف گردید.